# Эскадренные миноносцы типа «Леоне»
Эска́дренные миноно́сцы ти́па «Лео́не» — тип эскадренных миноносцев Королевского итальянского флота, построенных в начале 1920-х годов. Являлись дальнейшим развитием эсминцев типа «Карло Мирабелло».
Построено 3 корабля: «Леоне» (итал. Leone), «Пантере» (итал. Pantere) и «Тигре» (итал. Tigre). Все корабли этого типа были потеряны во время Второй мировой войны.

## История создания
К началу второго десятилетия XX века большинство ведущих морских держав испытывало одинаковую проблему: увлечение строительством дредноутов стремительно опустошало военно-морские бюджеты, денег на строительство современных эсминцев и лёгких крейсеров не хватало и потому флоты получались несбалансированными. Фактически, линейным силам грозила потеря их разведчиков, роль которых в то время играли быстроходные крейсера-скауты.
Италия была в числе таких держав. В 1909—1912 годах итальянцы заложили шесть дредноутов типов «Данте Алигьери», «Конте ди Кавур» и «Андреа Дориа», но только три лёгких крейсера (по итальянской классификации, esploratori — скауты, разведчики): «Куарто», «Нино Биксио» и «Марсала». Крейсера обладали схожими тактико-техническими характеристиками: нормальное водоизмещение 3300—3600 т; вооружение — шесть 120-мм, шесть 76-мм орудий и два 450-мм торпедных аппарата; защита в виде 38-мм бронепалубы. Основное отличие заключалось в силовой установке. Оснащённый четырехвальной турбинной установкой системы Парсонса «Куарто» на испытаниях развил скорость свыше 29 узлов и неплохо зарекомендовал себя в течение 25-летней службы. Два других корабля получил трёхвальную установку с турбинами Кёртиса и не только не развили проектной 27,5-узловой скорости, но и постоянно страдали от эксплуатационных проблем.

### Появление «лёгких скаутов»
Проектируя новые скауты, итальянские кораблестроители, не удовлетворённые характеристиками уже построенных кораблей, решили пойти принципиально другим путём: новый проект должен был отталкиваться не от крейсера, а от эсминца. Это решение было напрямую связано с эффектом, вызванным в свое время постройкой в Великобритании крупного эскадренного миноносца «Свифт». Не получивший дальнейшего развития на родине, этот корабль произвел сильное впечатление на итальянцев, по мнению которых, он идеально подходил для действий на ограниченном Средиземноморском театре.
Летом 1913 года на верфи «Ансальдо» была заложена первая серия так называемых «лёгких скаутов» (итал. esploratori leggeri) типа «Поэрио», состоявшая из трёх кораблей: «Алессандро Поэрио», «Гуллиелмо Пепе» и «Чезаре Россарол». Имевшие нормальное водоизмещение 1150 тонн корабли вооружались шестью 102-мм/35 орудиями, двумя спаренными 450-мм торпедными аппаратами и развивали скорость до 31,5 узла.

### Тип «Мирабелло»
В 1913 году, ещё до вступления в строй кораблей типа «Поэрио», началась разработка проекта следующей серии «лёгких скаутов». Первоначальный план предполагал создание крупного скаута водоизмещением 5000 т с лёгким бронированием, являвшегося своего рода развитием «Куарто». По финансовым соображениям от этого «почти крейсера» отказались в пользу более скромного корабля, разработанного в конструкторском бюро фирмы «Ансальдо» под руководством полковника Корпуса корабельных инженеров Наборре Солиани. По этому проекту в 1914—1915 годах заложили три корабля: «Карло Мирабелло», «Аугусто Риботи» и «Карло Альберто Раккия», вошедшие в строй в 1916—1917 годах.
Возросшее, по сравнению с «Поэрио», почти в полтора раза водоизмещение (нормальное — 1800 т) потратили на усиление артиллерийского вооружения и размещение более мощной силовой установки, рассчитанной на достижение скорости в 35 узлов. Корпуса кораблей отличались значительным удлинением (отношение длины к ширине составило 10,4). В силуэте доминировали две сравнительно невысокие и широкие дымовые трубы, стоявшие недалеко друг от друга. На испытаниях все корабли превысили контрактную скорость: «Мирабелло» показал 35,75 уз, «Риботи» — 35,05 уз, «Раккия» — 35,4 уз, однако в реальных условиях службы она обычно не превышала 32 узлов. Вооружение состояло из восьми 102-мм/35 орудий, двух 76-мм зениток и двух спаренных 450-мм торпедных аппаратов. Почти всё оно, кроме погонной и ретирадной пушек, размещалось вдоль бортов, что впоследствии вызывало серьёзную критику проекта. На «Риботи» и «Раккия» носовое 102-мм орудие при вступлении в строй заменили на 152-мм/40 пушку. Опыт оказался неудачным, и в 1919 году тяжёлое орудие сняли

### Появление типа «Леоне»
В целом, лёгкие скауты типа «Мирабелло» снискали положительные отзывы итальянских моряков. Не стала критичной даже высокая стоимость — один такой скаут обходился казне в 5,1 миллиона лир против 3,25 миллиона у кораблей типа «Поэрио». В итоге, в 1917 году фирме «Ансальдо» заказали ещё пять кораблей улучшенного проекта, однако из-за нехватки материалов их строительство так и не было начато.
Завершение Первой мировой войны дало новый импульс развитию лёгких сил итальянского флота, которые нуждались в восполнении боевых потерь и замене большого числа устаревших кораблей. В 1920 году общество «Дж. Ансальдо» получило повторный заказ на пять новых «эсплоратори». Откорректированный проект базировался на «Мирабелло», но должен был вобрать в себя всё лучшее из опыта строительства и эксплуатации предыдущих серий. В первую очередь усилили вооружение. Число орудий осталось прежним, но их калибр увеличили со 102 до 120 мм, и размещаться они должны были в спаренных установках, расположенных в диаметральной плоскости.
В 1921 году на верфи «Ансальдо» в Сестри-Поненте (пригород Генуи) были заложены пять новых скаутов, получивших названия «Леоне» (лев), «Тигре», «Пантера», «Леопардо» и «Линче» (рысь). Из-за финансовых трудностей строительство двух последних было отменено. Остальные же королевским указом № 2358 от 1 сентября 1923 года были внесены в списки флота и зачислены в класс «esploratori leggeri».

## Конструкция

Эсминец «Леоне»

### Архитектурный облик
Силуэт скаутов типа «Леоне» походил на таковой у предшественников — скаутов типа «Мирабелло». Корабли имели плоский на всём протяжении полубак длиной 43,5 м, без подъёма к форштевню. На полубаке находилась носовая надстройка, в которой размещались радио- и штурманская рубки, ходовой мостик, а наверху располагался пост управления огнём. Дымовые трубы имели разную высоту (носовая была заметно выше кормовой), причем в 1931 году их ещё более нарастили.

### Корпус
Корпус кораблей типа «Леоне» имел смешанный набор. В районе машинных отделений (шпангоуты 96—143) двойное дно высотой 1,1 м имело клетчатую структуру. Параллельно плоскому килю на расстоянии 1,6 м шло два непрерывных вертикальных стрингера, жёстко скреплённых с поперечными Флорами. Отсеки двойного дна использовались для хранения жидкого топлива. На большом расстоянии от киля на участке от 47-го до 143-го шпангоута проходили ещё два стрингера, переходившие в продольные водонепроницаемые переборки двойного борта, поднимавшиеся до верхней палубы.
В корме, в районе от 143-го до 165-го шпангоута, были установлены две другие вертикальные переборки, доходящие только до палубы платформы. Шпангоуты U-образной формы устанавливались на расстоянии 55,8 см друг от друга. Нумерация шпангоутов начиналась от носа в корму; 198-й шпангоут соответствовал кормовому перпендикуляру. В районе пяти центральных отсеков, где находилась силовая установка, шпангоуты были усилены. Внешняя обшивка корпуса состояла из восьми рядов листов с каждого борта, крепившихся внахлест. Элементы силового набора корпуса изготавливались из стали высокого сопротивления, остальные — из мягкой судостроительной стали.
Корабли имели одну непрерывную палубу. Средняя палуба (платформа) проходила в носу, от форштевня до носовой переборки первого котельного отделения (шпангоут № 43), в районе среднего артиллерийского погреба (между шпангоутами 115 и 124) и в корму от 143-го шпангоута.
Корпус делился на отсеки двадцатью водонепроницаемыми поперечными переборками, из которых 10 доходили по высоте до верхней палубы, 10 — до платформы; ещё 4 переборки проходили между верхней палубой и платформой.

### Энергетическая установка
Главная энергетическая установка состояла из двух турбозубчатых агрегатов (ТЗА) системы Парсонса. Эти агрегаты размещались в двух изолированных отсеках, между которыми находился отсек электрогенераторов и средний артиллерийский погреб. Носовой ТЗА обеспечивал вращение левого гребного винта, кормовой — правого. Паровые турбины и редукторы для всех трёх кораблей были изготовлены фирмой «Ансальдо» в 1923 году.
Каждый турбозубчатый агрегат состоял из турбины высокого давления, турбины низкого давления и турбины заднего хода, последняя была интегрирована в корпус турбины низкого давления. Турбины высокого давления и заднего хода были активно-реактивного типа, турбина низкого давления — реактивного. Турбины работали на одноступенчатый зубчатый редуктор. Расчётная мощность на валу каждого турбозубчатого агрегата достигала 21 000 л. с..
Каждое из машинных отделений имело конденсатор системы «Унифлюкс» с площадью рабочей поверхности 875 м². Каждый конденсатор оборудовался циркуляционным турбонасосом центробежного типа, а также воздушным насосом двойного действия.
Пар для турбин производили четыре водотрубных котла системы Ярроу, работавших на нефти. Котлы были установлены в изолированных отсеках, дымоходы выводились в две дымовые трубы. Каждый котёл оборудовался двумя вертикальными питательными насосами двойного действия системы «Симплекс» (основным и вспомогательным).
Горение в котле поддерживалось форсунками типа «Меяни» — по 31 на каждый котёл (три счетверённых, пять строенных и четыре простых). Для подачи нефти к форсункам в каждом котельном отделении имелся один топливный насос «Симплекс» двойного действия. Принудительная тяга обеспечивалась восемью нагнетательными турбовентиляторами «Черпелли» производительностью 917 м³ воздуха в минуту.
Рабочее давление пара составляло 18,5 кг/см². Нормальное время подготовки машин к походу при погашенных котлах — 4 часа, экстренное — 3 часа.
Корабли приводились в движение двумя трёхлопастными гребными винтами постоянного шага, имевшими диаметр 2,9 м. Материал винтов — марганцевая бронза.
Предусмотренная проектом мощность 42 000 л. с. должна была обеспечить кораблям максимальную скорость 34 узла. На испытаниях, проводившихся на мерной миле между островом Тино и мысом Кьяппа, контрактную скорость развил только «Пантера», показавший 34,29 узла. «Леоне» и «Тигре» смогли набрать лишь 33,73 и 33,5 узлов соответственно, хотя все корабли превысили проектную мощность примерно на 20 %. Скорость в реальных условиях службы, с полной нагрузкой, ограничивалась 31 узлом, а к началу Второй мировой войны упала до 29 узлов.
Энергетическая установка скаутов типа «Леоне» заработала самые положительные отзывы. За всё время на кораблях не было ни одной серьёзной аварии, в том числе и во время службы на Красном море, где климат и слабая ремонтная база лишь усугубляли условия работы техники. Единственным недостатком, отмеченным в последние месяцы службы в Итальянской Восточной Африке, стало сильное дымообразование на скорости свыше 22 узлов, причиной которого были износ механизмов и отсутствие запасных частей. Это несколько затрудняло боевое использование кораблей, особенно в дневное время.

### Запас топлива и дальность плавания
Нормальный запас топлива составлял 180 тонн. Топливо хранилось в 14 цистернах, располагавшихся в отсеках двойного дна и двойного борта ниже ватерлинии. Для принятия дополнительного топлива до полного запаса (400 тонн) использовались бортовые цистерны, располагавшиеся ниже уровня платформы в носовой части, машинных отделениях, отсеках среднего и кормового артиллерийских погребов. Закачку нефти производили двумя паровыми насосами «Симплекс», один из которых располагался в носовом машинном отделении, другой — в котельном отделении № 3. Полный запас топлива обеспечивал дальность плавания до 2070 морских миль экономическим 15-узловым ходом.

## Модернизации
Первоначально эти корабли классифицировались как лидеры-разведчики (по итальянской классификации — esploratorе) и были переклассифицированы в эсминцы только в 1938 году.
В 1931—1932 годах на эсминцах заменили 450-мм торпедные аппараты двухтрубными 533-мм и установили 40-мм/39 зенитные автоматы. Перед войной были сняты 76-мм пушки и установлены 20-мм/65 автоматы.

## Служба
К 1936 году корабли типа «Леоне» — Leone («Леоне»), Pantere («Пантере») и Tigre («Тигре») считались уже устаревшими. Они были оборудованы для несения колониальной службы в Красном море и базировались в порту Массауа (Итальянская Эритрея).
После вступления Италии в войну 10 июня 1940 года флотилия оказалась фактически отрезанной от главных сил итальянского флота.
21 октября 1940 года эсминцы «Леоне» и «Пантере» совместно с двумя эсминцами типа «Сауро» атаковали английский конвой, повредив одно транспортное судно. Но атака была отбита новозеландским лёгким крейсером «Линдер» и британским эсминцем «Кимберли».
1 апреля 1941 года «Леоне» наскочил на скалу вблизи порта Массауа и был затоплен. «Пантере» и «Тигре» были затоплены в ночь с 3 на 4 апреля 1941 года на мелководье у берегов Саудовской Аравии. Остовы кораблей были уничтожены английской авиацией и британским эсминцем «Кингстон».